# Valwind van Meppel

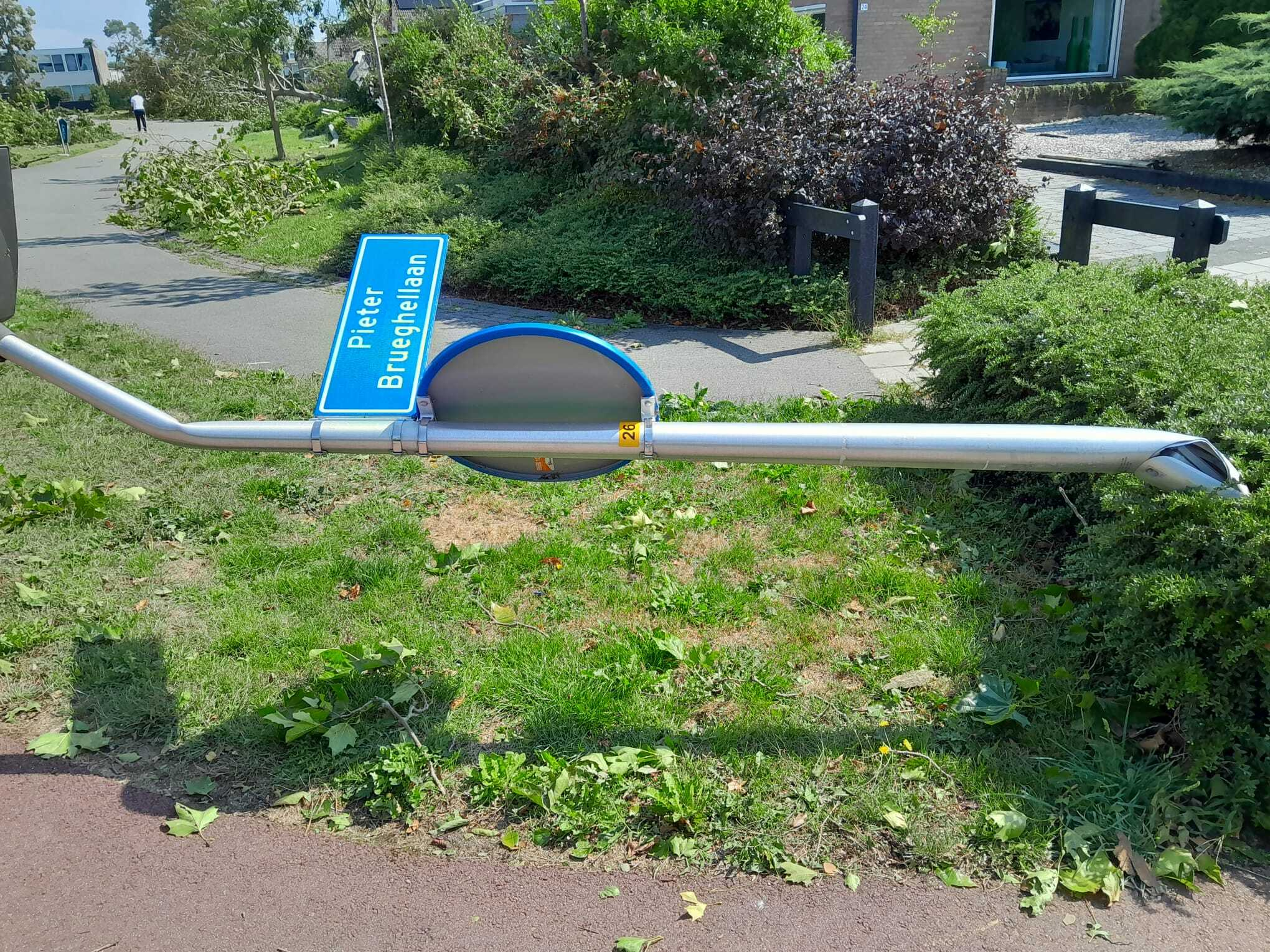
Schade in Meppel na de valwind van 24 augustus 2024.

De valwind van Meppel was een valwind die de Nederlandse gemeente Meppel trof op 24 augustus 2024. Het KNMI had code oranje afgekondigd voor meerdere provincies in de aanloop van verwachte onweersbuien. De valwind werd veroorzaakt door een supercel.
De gemeente sprak van enorme en ongekende schade nadat de valwind een spoor van vernieling had getrokken door de stad. Ze gaf een waarschuwing af vanwege de vele nog onveilige beschadigde bomen. De wijken Koedijkslanden en de Oosterboer hadden het meest te maken met verwoestingen door de valwind.
Bij voetbalclub MSC Meppel veroorzaakte de valwind naar schatting tienduizenden euro's aan schade, het dak werd van de tribune geblazen.